# Prevotella intermedia
Prevotella intermedia (voorheen Bacteroides intermedius) is een gramnegatieve, obligaat anaërobe pathogene bacterie die betrokken is bij parodontale infecties, waaronder gingivitis en parodontitis, en die vaak wordt aangetroffen bij acute necrotiserende ulceratieve gingivitis. Hij wordt vaak geïsoleerd uit tandabcessen, waar obligaat anaërobe bacteriën overheersen. Aangenomen wordt dat Prevotella intermedia vaker voorkomt bij patiënten met noma.
Prevotella intermedia gebruikt steroïde hormonen als groeifactoren, zodat hun aantallen hoger zijn bij zwangere vrouwen. Hij is ook geïsoleerd uit vrouwen met bacteriële vaginose.